# Anolis osa
Anolis osa es una especie de iguanios de la familia Dactyloidae.

## Distribución geográfica
Es endémica de Costa Rica.